# 1ª Divisão 2001-2002 (hockey su pista)
La 1ª Divisão 2001-2002 è stata la 62ª edizione del torneo di primo livello del campionato portoghese di hockey su pista; disputato tra il 27 ottobre 2001 e l'8 giugno 2002 si è concluso con la vittoria del Porto, al suo undicesimo titolo.

## Stagione

### Formula
La 1ª Divisão 2001-2002 vide ai nastri di partenza dodici club; la manifestazione fu organizzata con un girone all'italiana, con gare di andata e ritorno per un totale di 22 giornate: erano assegnati tre punti per l'incontro vinto e due punti a testa per l'incontro pareggiato, mentre non ne era attribuito uno solo per la sconfitta. Al termine della stagione regolare le prime sei squadre classificate disputarono la poule per il titolo con la medesima formula della prima fase; la vincitrice venne proclamata campione del Portogallo. Le squadre classificate dal settimo al dodicesimo posto disputarono invece la poule salvezza dove l'undicesima e la dodicesima classificate retrocedettero direttamente in 2ª Divisão, il secondo livello del campionato.

## Classifica finale stagione regolare
|  | Pos. | Squadra           | Pt | G  | V  | N | P  | GF  | GS  | DR  |
|  | ---- | ----------------- | -- | -- | -- | - | -- | --- | --- | --- |
|  | 1.   | Benfica           | 56 | 22 | 18 | 2 | 2  | 143 | 55  | +88 |
|  | 2.   | Barcelos          | 55 | 22 | 18 | 1 | 3  | 157 | 75  | +82 |
|  | 3.   | Infante de Sagres | 47 | 22 | 15 | 2 | 5  | 105 | 74  | +31 |
|  | 4.   | Porto             | 44 | 22 | 14 | 2 | 6  | 109 | 78  | +31 |
|  | 5.   | Oliveirense       | 38 | 22 | 11 | 5 | 6  | 106 | 73  | +33 |
|  | 6.   | Gulpilhares       | 32 | 22 | 9  | 5 | 8  | 75  | 61  | +14 |
|  | 7.   | Paço de Arcos     | 28 | 22 | 8  | 4 | 10 | 67  | 76  | -9  |
|  | 8.   | Riba De Ave       | 24 | 22 | 7  | 3 | 12 | 59  | 91  | -32 |
|  | 9.   | Sporting Tomar    | 19 | 22 | 6  | 1 | 15 | 63  | 111 | -48 |
|  | 10.  | Sintra            | 13 | 22 | 3  | 4 | 15 | 73  | 136 | -63 |
|  | 11.  | Fisica            | 13 | 22 | 3  | 4 | 15 | 73  | 139 | -66 |
|  | 12.  | Sanjoanense       | 9  | 22 | 2  | 3 | 17 | 45  | 106 | -61 |

Legenda:
  Partecipa alla poule titolo.
  Partecipa alla poule salvezza.
Note:
Tre punti a vittoria, uno a pareggio, zero a sconfitta.

## Classifica finale poule titolo
|  | Pos. | Squadra           | Pt | G  | V | N | P | GF | GS | DR  |
|  | ---- | ----------------- | -- | -- | - | - | - | -- | -- | --- |
|  | 1.   | Porto             | 50 | 10 | 9 | 1 | 0 | 53 | 31 | +23 |
|  | 2.   | Benfica           | 45 | 10 | 5 | 2 | 3 | 41 | 35 | +6  |
|  | 3.   | Barcelos          | 40 | 10 | 4 | 0 | 6 | 47 | 41 | +6  |
|  | 4.   | Infante de Sagres | 37 | 10 | 4 | 1 | 5 | 44 | 56 | -12 |
|  | 5.   | Oliveirense       | 32 | 10 | 4 | 1 | 5 | 37 | 38 | -1  |
|  | 6.   | Gulpilhares       | 19 | 10 | 0 | 1 | 9 | 33 | 54 | -21 |

Legenda:
  Vincitore della Coppa del Portogallo 2001-2002.
      Campione del Portogallo e ammessa all'CERH Champions League 2002-2003.
      Ammesse all'CERH Champions League 2002-2003.
      Ammesse alla Coppa CERS 2002-2003.
Note:
Tre punti a vittoria, uno a pareggio, zero a sconfitta.

## Classifica finale poule salvezza
|       | Pos. | Squadra        | Pt | G  | V | N | P | GF | GS | DR  |
| ----- | ---- | -------------- | -- | -- | - | - | - | -- | -- | --- |
|       | 1.   | Paço de Arcos  | 36 | 10 | 7 | 1 | 2 | 44 | 22 | +22 |
|       | 2.   | Riba De Ave    | 31 | 10 | 6 | 1 | 3 | 40 | 33 | +7  |
|       | 3.   | Sintra         | 25 | 10 | 6 | 0 | 4 | 47 | 43 | +4  |
|       | 4.   | Fisica         | 15 | 10 | 2 | 2 | 6 | 45 | 54 | -9  |
|       | 5.   | Sporting Tomar | 13 | 10 | 1 | 0 | 9 | 36 | 64 | -28 |
| [ 1 ] | 6.   | Sanjoanense    | 0  | 10 | 6 | 0 | 4 | 32 | 28 | +4  |

Legenda:
      Retrocesse in 2ª Divisão 2002-2003.
Note:
Tre punti a vittoria, uno a pareggio, zero a sconfitta.
Vengono conservati metà dei punti della stagione regolare arrotondati per eccesso.